# Gondolat Kiadó
A Gondolat Kiadó 1957-ben alapították könyvek és folyóiratok kiadására. A régi neve Gondolat Könyvkiadó volt.

## Története
A Szikra Kiadó Vállalatból alakult 1957. január 1-jén. 1989-ig felügyeleti szerve a Tudományos Ismeretterjesztő Társulat, majd a Kiadói Főigazgatóság. 1959. január 1-jén egyesült a Bibliotheca Kiadóval. A Gondolat Kiadó igazgatói teendőit Havas Ernő látta el 1971-ig, majd Siklós Margit 1971–1988 között, 1988-tól 1995-ig Lendvai Ildikó vette át a kiadó igazgatását. A rendszerváltáskor a kiadói tevékenység nagyon megcsappant, a kiadóban dolgozók létszáma is minimálisra csökkent. A céget 2002-ben felszámolták. 2003-ban alakult újjá Gondolat Kiadói Kör kft. cégnévvel, de Gondolat Kiadó brand névvel, igazgatója Bácskai István.
Profilja 1995 előtt kiterjedt  a természet-, a társadalomtudományok és a művészetek teljes területére. 2003 után humán- és társadalomtudományi munkákat ad ki, továbbá néhány igényes szépirodalmi sorozatot is gondoz.

## Ismertebb sorozataiból

### 1990 előtt
- Családi kiskönyvtár (1962–1963)
- Élet és Tudomány kiskönyvtára (1958–1964)
- Európai antológia (1959–1975)
- Gondolat zsebkönyvek (1974–1990)
- Gondolattár (1960–1976)
- Kis zenei könyvtár (1958–1979)
- Nemzeti könyvtár (1958–1985)
- Studium-könyvek (1957–1981)
- Világjárók (1959–1990)[2]

### 2003 után
- Akcentusok
- Doktori mestermunkák
- Gondolat – Debreceni Egyetem Új kiadványai
- Gondolat – Világirodalmi sorozat
- Információtörténelem
- Kisebbségek Kelet-Közép-Európában
- Kognitív szeminárium
- Magyar világok
- Örökség sorozat
- Társadalomtudományi Könyvtár Új Folyam
- Az információs társadalom klasszikusai
- A kommunikációkutatás klasszikusai
- Kommunikációpolitika – médiaszabályozás

## Külső hivatkozások
- Gondolat Kiadó honlapja